# Cordova Mons
Il Cordova Mons è una formazione geologica della superficie di Giapeto.
È intitolato alla città spagnola di Cordova.